# CubbyHouse
Pour plus de détails, voir Fiche technique et Distribution.
CubbyHouse est un film australien réalisé par Murray Fahey, sorti en 2002.

## Synopsis
Alors qu'elle se remet d'un divorce traumatisant, Lynn Graham quitte Los Angeles pour emménager à Brisbane, une petite localité. Quand ses enfants Natalie et Ivan, âgés respectivement de six et huit ans, découvrent une maisonnette abandonnée au fond du jardin, ils sont enchantés.
Mais ils ne se doutent pas qu'un puissant démon a pris possession des lieux. Incapables de résister, ils se retrouvent bientôt sous son emprise. Leur nouveau maître leur commande alors d'accomplir des rites sataniques.

## Fiche technique
- Titre : CubbyHouse
- Réalisateur : Murray Fahey
- Scénario : Michael B. Druxman
- Musique : Peter Dasent (en)
- Producteurs exécutifs : Roger Corman, Chris Peschken, Chris Naumann
- Genre : Horreur
- Durée : 89 minutes
- Sortie : 14 août 2002 ( France)

## Distribution
- Joshua Leonard : Danny Graham
- Belinda McClory : Lynn Graham
- Amy Reti : Natalie Graham
- Joshua Tainish Biagi : Ivan Graham
- Jerome Ehlers : Harrison / Harlow
- Lauren Hewett : Bronwyn McChristie
- Craig McLachlan : Bill Buttrose
- Jonas Morrisey : Byron
- Peter Callan : Don
- Craig Marriot : Kirby
- Belinda Gavin : Julie

## Autour du film
Le film a été présenté au Festival international du film fantastique de Gérardmer 2002.
Ce fut le dernier rôle de Lauren Hewett qui a quitté la profession après ce film.
Tourné en Australie, le film est censé se dérouler dans une ville fictive aux Etats-Unis.